# Gynoplistia (Gynoplistia) williamsiana
Gynoplistia (Gynoplistia) williamsiana is een tweevleugelige uit de familie steltmuggen (Limoniidae). De soort komt voor in het Australaziatisch gebied.